# Stegana nigrifrons
Stegana nigrifrons är en tvåvingeart som beskrevs av Johannes Cornelis Hendrik de Meijere 1911. Stegana nigrifrons ingår i släktet Stegana och familjen daggflugor.